# Ángel Lafita
Ángel Lafita Castillo (* 7. August 1984 in Saragossa) ist ein spanischer Fußballspieler, der seit Sommer 2012 beim FC Getafe in der Primera División spielt.

## Spielerkarriere
Ángel Lafita, in Saragossa geboren, durchlief fast alle Jugendmannschaften von Real Saragossa, wo er 2005 einen Profivertrag erhielt. In den folgenden zwei Jahren spielte er insgesamt in 41 Ligaspielen für Saragossa und erzielte dabei ein Tor. Im Sommer 2007 wechselte er zum Erstligarivalen Deportivo La Coruña. Nach zwei Jahren kehrte er zu seinem Heimatverein zurück, der gerade in die Primera División zurückgekehrt war.